# 소녀 (2013년 영화)
"소녀"(영어:  Steel Cold Winter[*])는 2013년에 개봉한 대한민국의 영화이다.

## 줄거리
“당신들이 말로 날 생매장시켰잖아” 사소한 말실수에서 비롯된 소문 탓에 친구가 자살한 상처를 지닌 윤수. 시골 마을로 이사하던 날, 얼어붙은 호수에서 스케이트를 타는 소녀 해원에게 빠져든다. 머지않아 마을 사람 모두가 함부로 말하며 대하는 그녀에 대해 알게 되고... 소문 때문에 힘들었던 자신의 과거와 꼭 닮은 상처를 지닌 소녀를 그냥 두고만 볼 수가 없게 되는데... “우리가 죽인 거 아니야” 잔혹한 소문이 또다시 마을을 휩쓴 어느 밤, 윤수는 칼을 든 채 방으로 들어가는 해원을 목격하고, 다음 날 그녀의 아버지가 한쪽 팔이 잘린 시신으로 발견된다. 점점 끔찍해지는 사건과 소문, 차디찬 시선 앞에서 결국 윤수는 해원을 지키기 위해 돌이킬 수 없는 선택을 하게 된다.

## 캐스팅
- 김시후 : 윤수 역
- 김윤혜 : 해원 역
- 문창길 : 양 이장 역
- 이장유 : 덕만 역
- 조한철 : 보건소의사 역
- 우정국 : 김순경 역
- 박진우 : 만석 역
- 윤경호 : 거구담임 역
- 정동규 : 윤수 부 역
- 주유랑 : 윤수 모 역
- 박소담 : 지연 역
- 장인섭 : 영재 역
- 오희준 : 형준 역
- 김광섭 : 광섭 역
- 이태희 : 영준 역
- 천정하 : 영준 모 역
- 허태경 : 양이장 처 역
- 한창현 : 검시과장 역
- 한희정 : 서울학교 담임 역
- 서현우 : 수학선생님 역
- 류대식 : 덕만일행 역
- 정인기 : 명관 역 (특별출연)
- 기주봉 : 영준 부 역 (특별출연)